# Leucospermum wittebergense
Leucospermum wittebergense är en tvåhjärtbladig växtart som beskrevs av Robert Harold Compton. Leucospermum wittebergense ingår i släktet Leucospermum och familjen Proteaceae. Inga underarter finns listade i Catalogue of Life.